# Gōshō Aoyama
Gōshō Aoyama (青山 剛昌, Aoyama Gōshō?) ili Yoshimasa Aoyama (青山 剛昌, Aoyama Yoshimasa?) (Hokuei, Tottori Japan 21. lipnja 1963.) japanski manga umjetnik. Najpoznatiji je kao autor manga serije Detektiv Conan (znan u SAD-u, Kanadi i Ujedinjenom Kraljevstvu kao Case Closed). Aoyama je vjerojatno jedan od najuspješnijih manga umjetnika na svijetu. Njegovo najpoznatije djelo, Detektiv Conan prodalo se u Japanu u više od 120 milijuna kopija što ga čini najuspješnijim autorom u povijesti antologije Shōnen Sunday časopisa. Osim toga osvojio je mnogo nagrada što dodatno potvrđuje njegovu titulu.

## Životopis
Već u ranoj dobi, Aoyama se smatrao vrlo talentiranim u crtanju. Za vrijeme dok je još pohađao 1. razred osnovne škole, njegov rad koji je predstavljao Yukiai War pobijedio je na natjecanju i bio je prikazan na Tottori Daimaru Department izložbi.  
Diplomirao je u srednjoj školi Yuraikuei. Zatim je otišao na studij Nihon Sveučilište koledž umjetnosti u Tokiju.
U zimi 1986. godine Aoyama se prijavio na natjecanje za najbolji strip u kojem su sudjelovali samo studenti. Pobijedio je na natjecanju i to je bilo važno za njegovu karijeru kao manga umjetnika i velika prekretnica u njegovom životu.

## Manga karijera
Aoyama je započeo svoju karijeru sa svojim prvim radom Chotto Matte koji je počeo izlazit u tjednom časopisu Shōnen Sunday u zimi 1987. Ubrzo nakon toga je njegov drugi rad Magic Kaito počeo izlazit u istom časopisu.
U ranim devedesetima, Aoyama je napravio još jednu mangu pod nazivom Yaiba, koja je podjeljena u 24 manga izdanja. Aoyama je rekao da je nagla inspiracija ovom radu bila manga Dragon Ball od autora Akire Toriyame. Kasnije su počeli izlaziti jos neki njegovi radovi od kojih je među ostalim Detektiv Conan, njegov najpoznatiji rad.

## Nagrade i priznanja
Kao manga autor, Aoyama je osvojio dvije nagrade za svoj rad. Jedna od njegovih prvih serija Yaiba je 1992. osvojila Shogakukan Manga Nagradu u kategoriji shōnen. 2001. je osvojio istu nagrad za Detektiv Conan seriju.
Osim toga, njegov rodni grad Hokuei je u čast njegovom doprinosu napravio nekoliko projekata. Prvi projekti su bili most preko rijeke Yura i kipovi Conana u gradu; obje strukture su u počast Conanu Edogawi, Aoyamovom najpopularnijem liku iz Detektiv Conan serije. Dana, 18. ožujka 2007. otvorena je Aoyamova manga tvornica i muzej da se proslavi njegov rad manga umjetnika.    

## Osobni život
Dana, 5. svibnja 2005., oženio se za Minami Takayamu, pjevačicu i glumicu koja je dala glas u Conanovoj originalnoj japanskoj anime adaptaciji, Detektiv Conan serije. Dana, 10. prosinca 2007., japanske novine su objavile da su se njih dvoje rastavili.

## Zanimljivosti
- Aoyama se pojavio kao član CSI-a u TV drami 「相棒」 (Thief) na novogodišnjem specijalnom nastavku, puštenog 1. siječnja 2011. Navodno je Aoyama bio fan tog showa.

- Gosho ima dva mlađa brata, jedan je inženjer a drugi je doktor. Oba brata pomažu Aoyami kod osmišljavanja slučajeva. Inženjer mu pomaže kod trikova vezanih s autima, a doktor mu pomaže s medicinskim temama kao npr. APTX 4869. Doktor je također anime otaku, koji savjetuje Aoyamu koji autor bi trebao dati glas kojem liku u serijama.

## Vanjske poveznice
- Aoyamova manga tvornica  Arhivirana inačica izvorne stranice od 16. veljače 2012. (Wayback Machine) (službena stranica)